# Aenictus punensis
Aenictus punensis är en myrart som beskrevs av Auguste-Henri Forel 1901. Aenictus punensis ingår i släktet Aenictus och familjen myror. Inga underarter finns listade i Catalogue of Life.